# Сасовский район

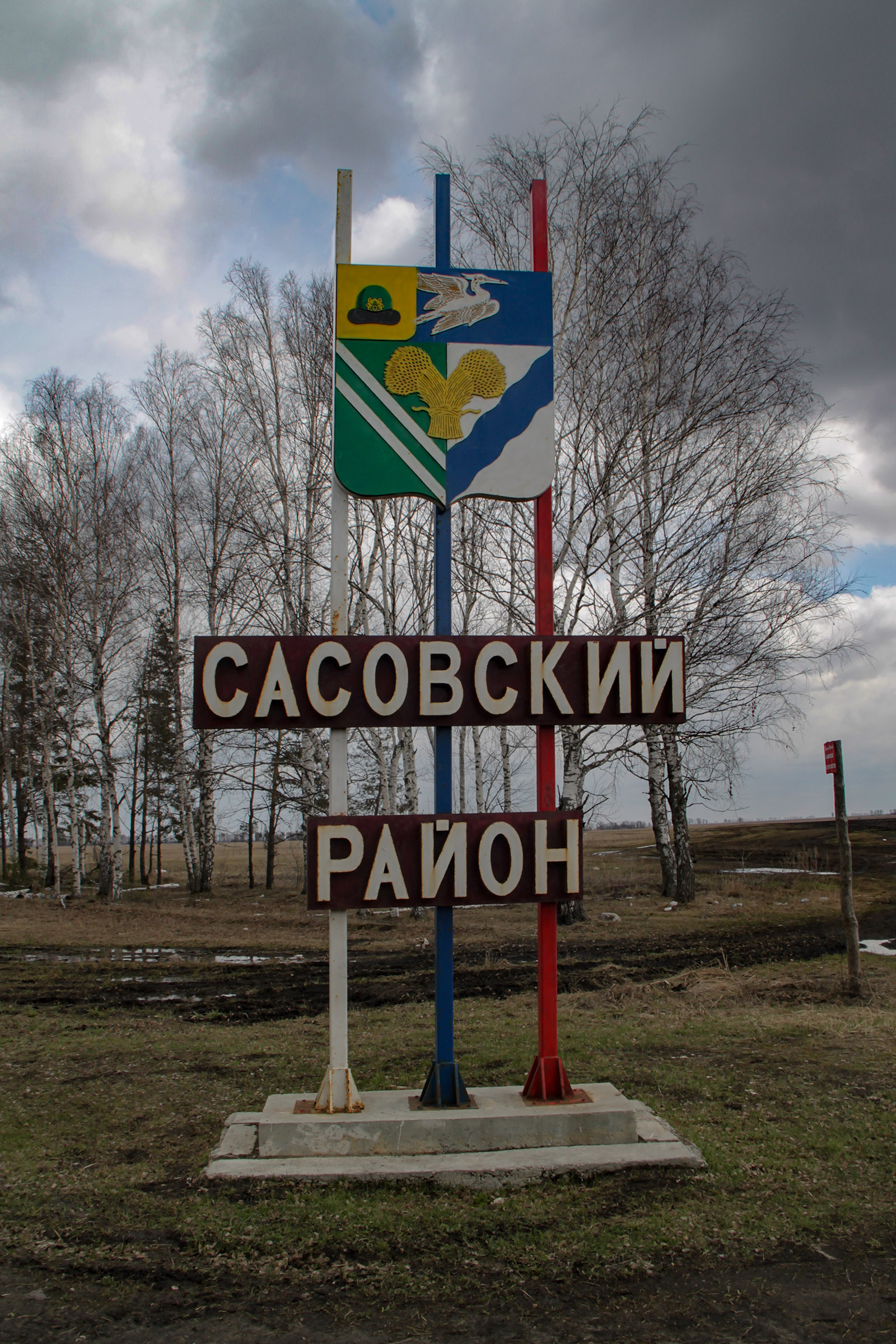
Знак на границе Сасовского и Шацкого районов

Са́совский райо́н — административно-территориальная единица (район) и муниципальное образование (муниципальный район) на востоке Рязанской области России.
Административный центр — город Сасово (в состав района не входит).

## Физико-географическая характеристика
Географическое положение
Площадь района — 1819 км². Район граничит на севере с Пителинским, на юге — с Шацким, на западе — с Чучковским, на востоке — с Кадомским районами Рязанской области и Зубово-Полянским районом республики Мордовии (крайняя восточная точка Рязанской области). Географический центр района находится в окрестностях деревни Таировка, в 11 км к юго-востоку от райцентра.
Гидрография
Основные реки — Мокша, Цна, Алешня, Лея, Сасовка, Чёрная, Пёт, Вялса, Урзева.
Основные озера — Барская Река, Вичерки, Глушица, Палисма, Старица, Сюрзево, озеро Тверкина Река, Черное, Черное-1.
Рельеф
На всей части района преобладает равнинный характер рельефа. Правобережье р. Мокши представлено полого-наклонной низменностью, по большому счёту, поймой Мокши, с абсолютной высотой 85-100 м.
Междуречье Цны и Мокши — типичная залесённая равнина. Левая пойма Мокши практически не представлена: крутой берег порой вплотную подходит к руслу. Пойма же Цны довольно широкая, особенно в южной части района. Преобладающие высоты 100—140 м. Выделяется лишь «Пичкиряевский анклав», местность которого слабо залесена, и представлена развитой системой овражно-балочной сети. Именно здесь находится наивысшая точка района: пункт триангуляции с отметкой 167,4 м — в 3 км к западу от посёлка Придорожный.
Левобережье Цны — аналог «Пичкиряевского анклава». Высокий крутой берег Цны, практически отсутствие естественных лесов (только полезащитные полосы и лесопосадки). Овраги и балки представлены довольно сильно. Свободные от оврагов и лесопосадок места распаханы. Низшая точка: 82 м — уровень р. Мокши на границе Сасовского и Пителинского районов.

## История
Сасовский район был образован 12 июля 1929 года в составе Рязанского округа Московской области. В район вошли город Сасово и следующие сельсоветы бывшего Сасовского уезда:
- из Конобеевской волости: Ернеевский, Раковский, Усадский, Хрущевский
- из Поляки-Майдановской волости: Аргинский, Барашевский, Берестянский, Бестановский, Верхне-Никольский, Вялсинский, Демушкинский, Ключинский, Кошибеевский, Ласицкий, Липовский, Мордивновский, Поляки-Майдановский, Рожковский, Трудолюбовский, Шевали-Майдановский, Шурмашский
- из Сасовской волости: Агломазовский, Алешинский, Безводно-Прудищенский, Боково-Майдановский, Болушево-Богдановский, Больше-Студенецкий-1, Больше-Студенецкий-2, Больше-Таировский, Верхне-Мальцевский, Воскресенский, Гавриловский, Глядковский, Горбуновский, Елизаветовский, Заболотьевский, Истлеевский, Калиновский, Каменский, Каргашинский, Кобяковский, Крутовский, Лесно-Цветковский, Любовниковский, Мало-Студенецкий, Матвеевский, Мокринский, Мыс-Добро-Надеждинский, Нащинский, Нижне-Мальцевский, Новинский, Новоамесьевский, Огарево-Почковский, Пичкиряевский, Подостровский, Пятаковский, Рогоженский, Русановский, Саблинский, Салтыковский, Серовский, Сотницынский, Староберезовский, Тархановский, Татарниновский, Темгеневский, Тонкачеевский, Устьевский, Ушаковский, Фроловский, Хреновский, Цыпляковский, Чубаровский, Шафторский, Юринский, Ярновский.

20 мая 1930 года из Шацкого района в Сасовский был передан Золото-Полянский с/с.
15 марта 1931 года был образован Колдамышевский татарский национальный с/с.
21 февраля 1935 года в новообразованный Каверинский район были переданы Агломазовский, Болушево-Богдановский, Больше-Студенецкий 1-й, Больше-Студенецкий 2-й, Ернеевский, Колдамышевский, Мало-Студенецкий, Нижне-Мальцевский, Новоберезовский, Пятиневский, Раковский, Серовский, Староберезовский, Тархановский, Татарниновский, Усадский, Хрущевский, Цыпляковский и Юринский с/с.
26 сентября 1937 года Сасовский район вошёл в Рязанскую область.
14 марта 1958 года к Сасовскому району была присоединена часть территории Каверинского района.

## Население
| 1939    | 1959    | 1970    | 1979    | 1989    | 1996    | 2001    | 2002    | 2003    |
| ------- | ------- | ------- | ------- | ------- | ------- | ------- | ------- | ------- |
| 91 183  | ↘84 518 | ↘73 066 | ↘34 010 | ↘26 665 | ↘24 808 | ↘22 079 | ↘21 012 | ↗21 123 |
| 2004    | 2005    | 2006    | 2007    | 2008    | 2009    | 2010    | 2012    | 2013    |
| ↘20 301 | ↘19 825 | ↘19 311 | ↘18 838 | ↘18 524 | ↘18 299 | ↗18 504 | ↘18 114 | ↘17 752 |
| 2014    | 2015    | 2016    | 2017    | 2018    | 2019    | 2020    | 2021    | 2023    |
| ↘17 650 | ↘17 295 | ↘17 035 | ↘16 640 | ↘16 226 | ↘15 737 | ↘15 309 | ↗15 958 | ↘15 524 |

### Национальный состав
По итогам переписи населения 2020 года проживали следующие национальности (национальности менее 0,1 % и другое, см. в сноске к строке «Другие»):
| Национальность | Численность, чел. | Доля     |
| -------------- | ----------------- | -------- |
| Русские        | 13 983            | 87,62 %  |
| Мордва         | 356               | 2,23 %   |
| Киргизы        | 312               | 1,96 %   |
| Азербайджанцы  | 245               | 1,54 %   |
| Татары         | 221               | 1,38 %   |
| Армяне         | 145               | 0,91 %   |
| Узбеки         | 130               | 0,81 %   |
| Украинцы       | 85                | 0,53 %   |
| Цыгане         | 65                | 0,41 %   |
| Чеченцы        | 56                | 0,35 %   |
| Таджики        | 56                | 0,35 %   |
| Молдаване      | 42                | 0,26 %   |
| Грузины        | 31                | 0,19 %   |
| Ногайцы        | 17                | 0,11 %   |
| Другие         | 214               | 1,35 %   |
| Итого          | 15 958            | 100,00 % |

## Административно-муниципальное устройство
В рамках административно-территориального устройства, Сасовский район включает 15 сельских округов.
В рамках организации местного самоуправления, муниципальный район делится на 15 муниципальных образований со статусом сельского поселения.
| №  | Муниципальное образование           | Административный центр | Количество населённых пунктов | Население (чел.) | Площадь (км²) |
| -- | ----------------------------------- | ---------------------- | ----------------------------- | ---------------- | ------------- |
| 1  | Агломазовское сельское поселение    | село Агломазово        | 9                             | ↘679             | 81,60         |
| 2  | Алёшинское сельское поселение       | село Алёшино           | 6                             | ↗1051            | 84,31         |
| 3  | Батьковское сельское поселение      | посёлок Батьки         | 8                             | ↗662             | 171,30        |
| 4  | Берестянское сельское поселение     | село Берестянки        | 6                             | ↗770             | 47,20         |
| 5  | Гавриловское сельское поселение     | село Гавриловское      | 6                             | ↗1336            | 87,40         |
| 6  | Глядковское сельское поселение      | село Глядково          | 10                            | ↗2222            | 172,26        |
| 7  | Демушкинское сельское поселение     | село Демушкино         | 12                            | ↘905             | 208,60        |
| 8  | Каргашинское сельское поселение     | село Каргашино         | 11                            | ↗1190            | 158,30        |
| 9  | Кустарёвское сельское поселение     | посёлок Кустарёвка     | 1                             | ↗952             | 145,80        |
| 10 | Малостуденецкое сельское поселение  | село Малый Студенец    | 4                             | ↗567             | 51,00         |
| 11 | Нижнемальцевское сельское поселение | село Нижнее Мальцево   | 2                             | ↗597             | 6,80          |
| 12 | Новоберёзовское сельское поселение  | село Новое Берёзово    | 3                             | ↘796             | 50,40         |
| 13 | Придорожное сельское поселение      | посёлок Придорожный    | 17                            | ↘1189            | 289,60        |
| 14 | Сотницынское сельское поселение     | посёлок Сотницыно      | 3                             | ↘2356            | 98,70         |
| 15 | Трудолюбовское сельское поселение   | деревня Трудолюбовка   | 13                            | ↗686             | 151,60        |

## Населённые пункты
В Сасовском районе 111 населённый пункт (все — сельские).
| №   | Населённый пункт   | Тип     | Население | Муниципальное образование           |
| --- | ------------------ | ------- | --------- | ----------------------------------- |
| 1   | 12 лет Октября     | посёлок | ↘9        | Каргашинское сельское поселение     |
| 2   | Агломазово         | село    | ↘391      | Агломазовское сельское поселение    |
| 3   | Алёшино            | село    | ↗817      | Алёшинское сельское поселение       |
| 4   | Арга               | село    | ↘51       | Батьковское сельское поселение      |
| 5   | Архапка            | деревня | ↘0        | Трудолюбовское сельское поселение   |
| 6   | Барашево           | село    | ↘28       | Демушкинское сельское поселение     |
| 7   | Бастаново          | село    | ↘234      | Демушкинское сельское поселение     |
| 8   | Батьки             | посёлок | ↘593      | Батьковское сельское поселение      |
| 9   | Безводные Прудищи  | село    | ↘0        | Глядковское сельское поселение      |
| 10  | Берестянки         | село    | ↗496      | Берестянское сельское поселение     |
| 11  | Боковой Майдан     | село    | ↘58       | Придорожное сельское поселение      |
| 12  | Большой Студенец   | деревня | ↘65       | Малостуденецкое сельское поселение  |
| 13  | Бугровой           | посёлок | →0        | Батьковское сельское поселение      |
| 14  | Вадакша            | посёлок | ↘3        | Придорожное сельское поселение      |
| 15  | Верхнее Мальцево   | село    | ↘248      | Сотницынское сельское поселение     |
| 16  | Верхне-Никольское  | деревня | ↘75       | Трудолюбовское сельское поселение   |
| 17  | Воскресенка        | деревня | ↘0        | Трудолюбовское сельское поселение   |
| 18  | Восход             | деревня | ↘0        | Трудолюбовское сельское поселение   |
| 19  | Вялсы              | село    | →158      | Батьковское сельское поселение      |
| 20  | Гавриловское       | село    | ↘454      | Гавриловское сельское поселение     |
| 21  | Глядково           | село    | ↘466      | Глядковское сельское поселение      |
| 22  | Горбуновка         | деревня | ↘39       | Придорожное сельское поселение      |
| 23  | Грачёвка           | посёлок | ↘1        | Придорожное сельское поселение      |
| 24  | Декабристы         | посёлок | ↘29       | Сотницынское сельское поселение     |
| 25  | Демушкино          | село    | ↘429      | Демушкинское сельское поселение     |
| 26  | Доринки            | деревня | ↗11       | Берестянское сельское поселение     |
| 27  | Елизаветовка       | деревня | ↘15       | Гавриловское сельское поселение     |
| 28  | Ернеево            | село    | ↘134      | Агломазовское сельское поселение    |
| 29  | Жихаревка          | деревня | ↘16       | Нижнемальцевское сельское поселение |
| 30  | Заболотье          | село    | ↘0        | Каргашинское сельское поселение     |
| 31  | Завад              | посёлок | ↘0        | Придорожное сельское поселение      |
| 32  | Ивановка           | деревня | →9        | Батьковское сельское поселение      |
| 33  | Ивановка           | деревня | ↘5        | Каргашинское сельское поселение     |
| 34  | Ивановские Выселки | деревня | ↘0        | Трудолюбовское сельское поселение   |
| 35  | Истлеево           | село    | ↘63       | Глядковское сельское поселение      |
| 36  | Калиновец          | село    | ↘48       | Алёшинское сельское поселение       |
| 37  | Каменка            | деревня | ↘16       | Придорожное сельское поселение      |
| 38  | Каргашино          | село    | ↘477      | Каргашинское сельское поселение     |
| 39  | Ключи              | село    | ↘36       | Батьковское сельское поселение      |
| 40  | Кобяково           | село    | ↘24       | Каргашинское сельское поселение     |
| 41  | Колдамышево        | деревня | ↗42       | Агломазовское сельское поселение    |
| 42  | Кошибеево          | село    | ↗262      | Демушкинское сельское поселение     |
| 43  | Красный            | посёлок | ↘0        | Придорожное сельское поселение      |
| 44  | Красный Яр         | посёлок | ↘9        | Трудолюбовское сельское поселение   |
| 45  | Крутое             | деревня | ↘3        | Придорожное сельское поселение      |
| 46  | Кузьминка          | деревня | ↘6        | Трудолюбовское сельское поселение   |
| 47  | Кустарёвка         | посёлок | ↗952      | Кустарёвское сельское поселение     |
| 48  | Ласицы             | село    | ↘32       | Демушкинское сельское поселение     |
| 49  | Лейный             | посёлок | ↘6        | Демушкинское сельское поселение     |
| 50  | Лесные Цветы       | деревня | ↘27       | Придорожное сельское поселение      |
| 51  | Липки              | посёлок | ↘0        | Придорожное сельское поселение      |
| 52  | Липовка            | село    | ↘25       | Демушкинское сельское поселение     |
| 53  | Лосино-Островское  | посёлок | ↘0        | Алёшинское сельское поселение       |
| 54  | Лотказино          | деревня | ↘97       | Агломазовское сельское поселение    |
| 55  | Лукьяново          | деревня | ↘89       | Алёшинское сельское поселение       |
| 56  | Любовниково        | село    | ↘507      | Гавриловское сельское поселение     |
| 57  | Малое Хреново      | деревня | ↘2        | Каргашинское сельское поселение     |
| 58  | Малый Студенец     | село    | ↘572      | Малостуденецкое сельское поселение  |
| 59  | Матвеевское        | село    | ↘86       | Придорожное сельское поселение      |
| 60  | Мокрое             | село    | ↘171      | Каргашинское сельское поселение     |
| 61  | Молодёжный         | посёлок | 229       | Глядковское сельское поселение      |
| 62  | Мордвиново         | деревня | ↘78       | Берестянское сельское поселение     |
| 63  | Мурзинки           | деревня | ↘39       | Берестянское сельское поселение     |
| 64  | Мыс Доброй Надежды | село    | ↘197      | Глядковское сельское поселение      |
| 65  | Нащи               | село    | ↘14       | Глядковское сельское поселение      |
| 66  | Нижнее Мальцево    | село    | ↘722      | Нижнемальцевское сельское поселение |
| 67  | Николаевка         | деревня | ↘0        | Трудолюбовское сельское поселение   |
| 68  | Новое              | деревня | ↘6        | Придорожное сельское поселение      |
| 69  | Новое Амесьево     | деревня | ↘5        | Демушкинское сельское поселение     |
| 70  | Новое Берёзово     | село    | ↘606      | Новоберёзовское сельское поселение  |
| 71  | Новые Выселки      | деревня | ↘8        | Трудолюбовское сельское поселение   |
| 72  | Огарёво-Почково    | село    | ↘301      | Глядковское сельское поселение      |
| 73  | Огарёвские Выселки | посёлок | ↘0        | Глядковское сельское поселение      |
| 74  | Перша              | посёлок | →4        | Берестянское сельское поселение     |
| 75  | Пионерская Роща    | посёлок | ↗251      | Берестянское сельское поселение     |
| 76  | Пичкиряево         | село    | ↘486      | Придорожное сельское поселение      |
| 77  | Подостровное       | деревня | ↘0        | Каргашинское сельское поселение     |
| 78  | Поляки-Майданы     | село    | →33       | Трудолюбовское сельское поселение   |
| 79  | Придорожный        | посёлок | ↘529      | Придорожное сельское поселение      |
| 80  | Пятаково           | деревня | ↘17       | Малостуденецкое сельское поселение  |
| 81  | Раково             | село    | ↘48       | Агломазовское сельское поселение    |
| 82  | Рогожка            | село    | ↘8        | Гавриловское сельское поселение     |
| 83  | Рожково            | село    | ↘103      | Демушкинское сельское поселение     |
| 84  | Русановка          | деревня | ↘18       | Гавриловское сельское поселение     |
| 85  | Ряньзя             | посёлок | ↘0        | Придорожное сельское поселение      |
| 86  | Саблино            | село    | ↘114      | Алёшинское сельское поселение       |
| 87  | Салтыково          | село    | ↘516      | Придорожное сельское поселение      |
| 88  | Сасовский          | посёлок | ↗412      | Каргашинское сельское поселение     |
| 89  | Сенцово            | посёлок | ↘40       | Демушкинское сельское поселение     |
| 90  | Серовское          | деревня | ↘4        | Малостуденецкое сельское поселение  |
| 91  | Смирновка          | посёлок | ↘2        | Демушкинское сельское поселение     |
| 92  | Сотницыно          | посёлок | ↘2643     | Сотницынское сельское поселение     |
| 93  | Старое Амесьево    | деревня | ↘0        | Демушкинское сельское поселение     |
| 94  | Старое Берёзово    | село    | ↘349      | Новоберёзовское сельское поселение  |
| 95  | Таировка           | деревня | ↘78       | Трудолюбовское сельское поселение   |
| 96  | Тархань            | село    | ↘9        | Новоберёзовское сельское поселение  |
| 97  | Темгенево          | село    | ↘581      | Глядковское сельское поселение      |
| 98  | Теньсюпино         | деревня | ↘60       | Агломазовское сельское поселение    |
| 99  | Тонкачёво          | село    | ↘7        | Каргашинское сельское поселение     |
| 100 | Трудолюбовка       | деревня | ↘167      | Трудолюбовское сельское поселение   |
| 101 | Усады              | село    | ↘139      | Агломазовское сельское поселение    |
| 102 | Усеиново           | деревня | ↗26       | Агломазовское сельское поселение    |
| 103 | Устье              | село    | ↘425      | Глядковское сельское поселение      |
| 104 | Фроловское         | село    | ↘302      | Гавриловское сельское поселение     |
| 105 | Хрущёво            | деревня | ↘23       | Агломазовское сельское поселение    |
| 106 | Чёрная Речка       | деревня | ↘23       | Батьковское сельское поселение      |
| 107 | Чубарово           | село    | ↘154      | Каргашинское сельское поселение     |
| 108 | Шафторка           | деревня | ↘12       | Придорожное сельское поселение      |
| 109 | Шевали-Майданы     | село    | ↗103      | Трудолюбовское сельское поселение   |
| 110 | Шурмашь            | село    | ↗20       | Батьковское сельское поселение      |
| 111 | Ярново             | село    | ↘87       | Алёшинское сельское поселение       |

Упразднённые населённые пункты:
- 2004 год — село Золотая Поляна Салтыковского сельского округа[33]

## Транспорт
Через район проходит Московская и Куйбышевская железная дорога.
Основной автомобильной дорогой в районе является трасса Р124 Шацк — Касимов, проходящая с юга на север.
В районе действуют 2 межобластных, 3 междугородних и 8 пригородных автобусных маршрутов.

## Известные уроженцы
См.: Категория:Родившиеся в Сасовском районе